# Beyond the Lights
Beyond the Lights es una película de 2014 dirigida y escrita por Gina Prince-Bythewood. La película es protagonizada por Gugu Mbatha-Raw, Minnie Driver, Nate Parker, Danny Glover, y el rapero Machine Gun Kelly. La película se estrenó el 7 de septiembre de 2014 en el Festival Internacional de Cine de Toronto y en los Estados Unidos el 14 de noviembre de 2014.

## Elenco
- Gugu Mbatha-Raw como Noni Jean.[3]
- Minnie Driver como Macy Jean.
- Nate Parker como Kaz Nicol.[3]
- Danny Glover como Capitán David Nicol.[3]
- Machine Gun Kelly como Kid Culprit.
- Jordan Belfi como Steve Sams.
- Hayley Marie Norman como Shai.
- Tom Wright como Reverendo Brown.
- Jesse Woodrow como Carl.

## Producción
El 15 de agosto de 2013, Relativity Media compró los derechos internacionales para la película, financió y distribuyó la película. Ryan Kavanaugh junto a Stephanie Allain. produjeron la película. El 6 de diciembre de 2013, Relativity fijó una fecha de estreno, el 14 de noviembre de 2014.

### Filmación
El rodaje comenzó el 21 de agosto de 2013 en Los Ángeles.

## Recepción
Recibió críticas positivas de los críticos. Basado en 63 críticas en Rotten Tomatoes, la película tiene un 84%, con un puntaje de 7/10.  En Metacritic, la película tiene un puntaje de 73 sobre 100, basado en 25 críticas.